# Julio César Costemalle
Julio César Costemalle Jubin (* 3. Mai 1914 in Montevideo; † unbekannt) war ein uruguayischer Schwimmer und Wasserballspieler. 
Costemalle, teilweise auch in der Schreibweise Costemale geführt, trat mit dem uruguayischen Wasserballteam als Teil der uruguayischen Olympiamannschaft bei den Olympischen Sommerspielen 1936 in Berlin an. Die Uruguayer beendeten den olympischen Wasserballwettbewerb auf dem 13. Platz. Er gehörte auch dem uruguayischen Aufgebot bei den Olympischen Sommerspielen 1948 in London an. Bei den Spielen in England war er ebenfalls Mitglied der Wasserballmannschaft und belegte mit dem Team erneut den 13. Platz im von Italien gewonnenen olympischen Turnier. Er nahm zudem mit der uruguayischen Mannschaft an den Panamerikanischen Spielen 1951 in Buenos Aires teil. Dort startete er im Schwimmen.